# Böhms vliegenvanger
Böhms vliegenvanger (Myopornis boehmi, synoniem: Muscicapa boehmi)) is een zangvogel uit de familie Muscicapidae (vliegenvangers). Deze vogel is genoemd naar de Duitse zoöloog Richard Böhm (1854–1884).

## Verspreiding en leefgebied
Deze soort komt voor in zuidelijk-centraal Afrika van Angola tot Tanzania, Malawi en zuidelijk Zambia.